# Samantha Robinson (amerykańska aktorka)

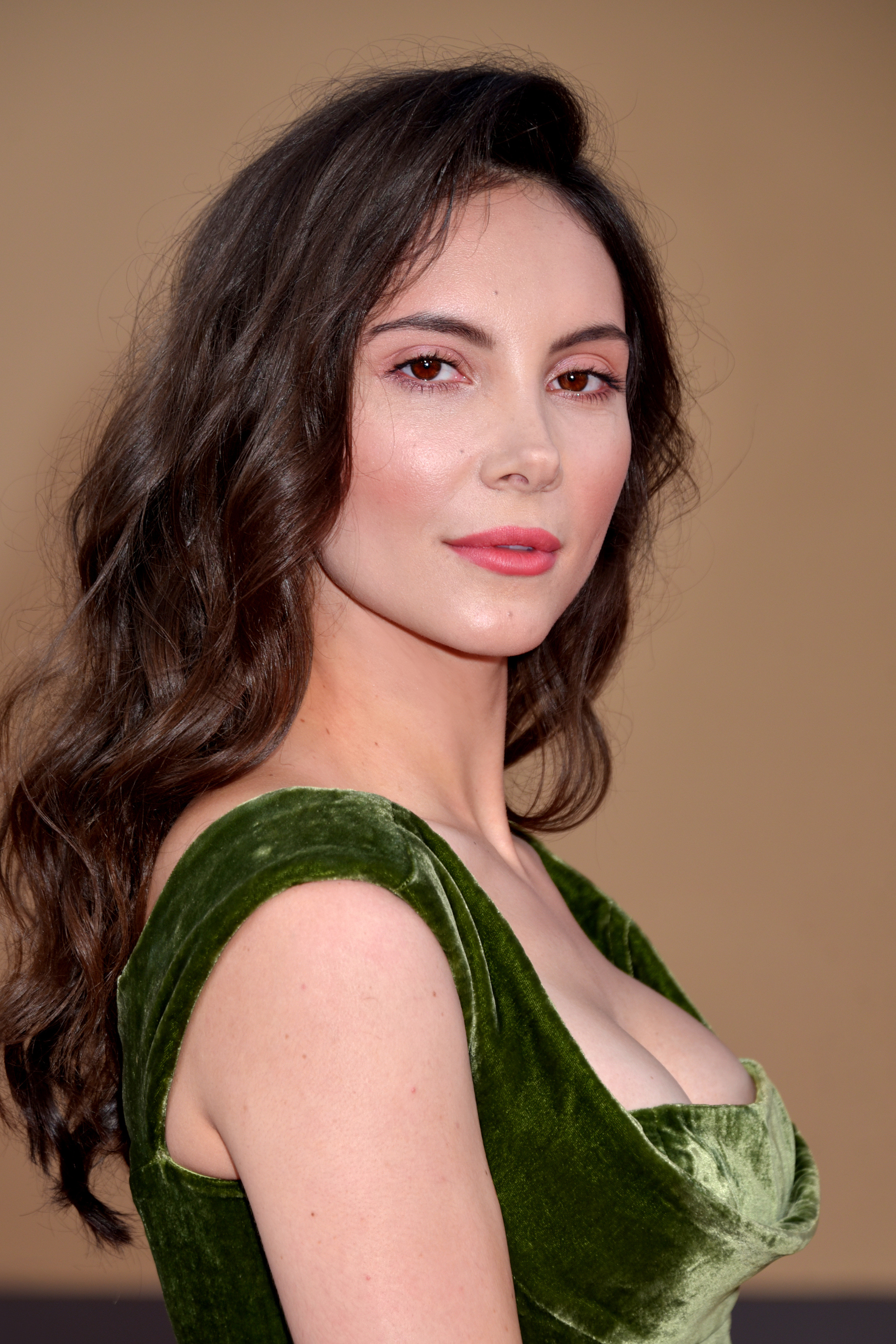
Samantha Robinson (2019)

Samantha Robinson (ur. 19 października 1991 w Nowym Jorku) – amerykańska aktorka, która wystąpiła m.in. w tytułowej roli w filmie Czarownica miłości (2016) oraz jako Abigail Folger w Pewnego razu... w Hollywood (2019).

## Życiorys
Samantha Robinson urodziła się w Nowym Jorku w rodzinie o panamsko-angielskich korzeniach, z którą jako małe dziecko przeniosła się do Londynu. Gdy miała 14 lat przenieśli się z kolei do Miami, gdzie chodziła do New World School of the Arts. Później studiowała na UCLA w Los Angeles.

## Filmografia

### Filmy
| Rok  | Tytuł                       | Rola               | Uwagi       |
| ---- | --------------------------- | ------------------ | ----------- |
| 2012 | Dream Girl                  | Daniela            | krótkometr. |
| 2013 | Misogynist                  | Sister 2           |             |
| 2014 | Sugar Daddies               | Lea                |             |
| 2015 | Labyrinths                  | Cathy              |             |
| 2016 | Czarownica miłości          | Elaine             |             |
| 2018 | Cam                         | PrincessX          |             |
| 2019 | Pewnego razu... w Hollywood | Abigail Folger     |             |
| 2020 | Jazzberry                   | Jazzberry          | krótkometr. |
| 2020 | For Your Consideration      | Heather            | krótkometr. |
| 2021 | Take Me to Tarzana          | Jane Avant         |             |
| 2021 | Topology of Sirens          | Wanderer #1        |             |
| 2021 | Jazz Kitty                  | Jazz Kitty         | krótkometr. |
| 2022 | Darwin Fick                 | Julia Louis-Childs | krótkometr. |
| 2023 | 180 Days                    | Elise Levine       |             |
| 2023 | R.A.E.R. Beta 0027          | Ophelia Price      | krótkometr. |
| 2023 | Sugar Rag                   | Matka              | krótkometr. |
| 2023 | Moving Day                  | Ellie              | krótkometr. |
| 2024 | Good Bad Things             | Charlotte          |             |
| 2024 | Hauntology                  | Christina          |             |

### Telewizja
| Rok  | Tytuł                 | Rola         | Uwagi              |
| ---- | --------------------- | ------------ | ------------------ |
| 2012 | Everyone Wants Theirs | Natalie      | 1 odc.             |
| 2013 | MRS.                  | Sophie       | 2 odc.             |
| 2016 | #ThisIsCollege        | Sophie       | miniserial; 1 odc. |
| 2017 | Doomsday Device       | Courtney     | film TV            |
| 2019 | Soundtrack            | młoda Margot | 1 odc.             |